# Ecchimosi
L'ecchimosi (comunemente chiamato livido), è un tipo di ematoma derivante da un trauma da contusione. Può essere di lieve entità generalmente causato da piccoli incidenti, oppure nella presa del sangue nella quale lo stravaso ematico è limitato.

## Descrizione
Come tutti gli ematomi, l'ecchimosi, nei soggetti dalla pelle di colore chiaro, è caratterizzata da una manifestazione cutanea inizialmente di colore rosso-blu, poi verde-blu, quindi giallo-oro; il versamento dopo qualche tempo viene riassorbito. Se l'ecchimosi è di piccola dimensione il passaggio dal colore verde può non essere percepibile.
Le ecchimosi sono di natura generalmente minore ma dolorosa, anche se in seguito a traumi di più grave entità possono essere associate ad ematoma, frattura ed emorragia interna.

## Terapia
Non vi sono cure o trattamenti particolari. Per ecchimosi più importanti, ma limitate, del ghiaccio o impacchi potrebbero limitare il possibile gonfiore.
Se il gonfiore persiste a distanza di giorni, o se la colorazione blu presente nella tumefazione non viene assorbita, il livido potrebbe dipendere dalla presenza di una patologia ed è consigliabile consultare il medico affinché prescriva esami di approfondimento (ad esempio ecografia, risonanza magnetica, radiografia).